# Henry Brockholst Livingston
Henry Brockholst Livingston (25 de Novembro de 1757 – 18 de Março de 1823) foi um oficial da Guerra Revolucionária Americana, juiz do Tribunal de Apelações de Nova York e, eventualmente, Juiz Associado da Suprema Corte dos Estados Unidos.

## Primeiros anos
Livingston nasceu na Cidade de Nova York em 1757, filho de Susanna French (morreu em 1789) e William Livingston (1723–1790).
Formou-se com um diploma de Bacharel em Artes pelo College of New Jersey (atual Universidade de Princeton) em 1774.

## Carreira
Livingston herdou a propriedade da família em New Jersey, Liberty Hall (o atual local da Universidade Kean), e a manteve até 1798. Durante a Guerra Revolucionária Americana, foi Tenente-Coronel da New York Line, servindo na equipe do General Philip Schuyler de 1775 até 1777 e como ajudante de campo do então Major-General Benedict Arnold na Batalha de Saratoga. Foi secretário particular de John Jay, então Ministro dos EUA na Espanha de 1779 até 1782. Livingston foi brevemente preso pelos britânicos em Nova York em 1782.
Depois da guerra, Livingston estudou direito e foi aceito na Ordem em 1783. Trabalhou como advogado particular na Cidade de Nova York de 1783 até 1802. Foi membro original da Sociedade de Cincinnati.
Livingston exerceu como um dos três advogados de defesa, ao lado de Alexander Hamilton e Aaron Burr, no julgamento de Levi Weeks pelo assassinato de Elma Sands.

### Carreira judicial
De 1802 até 1807, Livingston exerceu como juiz da Suprema Corte de Nova York, onde foi o autor de uma famosa dissidência no caso Pierson v. Post de 1805.
Dois anos depois, no dia 10 de Novembro de 1806, Livingston recebeu uma nomeação de recesso de Thomas Jefferson para a Suprema Corte dos Estados Unidos, para uma vaga deixada por William Paterson. Nomeado formalmente no dia 15 de Dezembro de 1806 como a segunda pessoa nomeada por Jefferson, Livingston foi confirmado pelo Senado dos Estados Unidos no dia 17 de Dezembro de 1806 e foi empossado no dia 16 de Janeiro de 1807. Exerceu na Suprema Corte desde então até sua morte em 1823. Durante seu mandato na Suprema Corte, os votos e pareceres de Livingston frequentemente seguiram o exemplo do Chefe de Justiça, John Marshall. Naquela época, os Juízes da Suprema Corte eram obrigados a "circularem"; no caso do Juiz Livingston, presidiu casos no Estado de Nova York.

### Aliança Virgínia-Nova York
Antes de sua nomeação para a Suprema Corte dos Estados Unidos, Livingston exerceu como juiz da Suprema Corte do Estado de Nova York, membro da Assembleia do Estado de Nova York e ativista político imensamente proeminente. Devido aos laços familiares, a lealdade de Livingston ao partido Democrata-Republicano logo desapareceu. Basicamente, Livingston se rebelou e incitou os Federalistas em proporções gigantescas. Com membros que consistia de Aaron Burr, Robert R. Livingston e Edward Livingston (ambos primos de Brockholst), Livingston se tornou um dos poucos surgindo de uma facção política compacta em Nova York para formar uma aliança com os apoiadores de Jefferson na Virgínia. Isso ficou conhecido como a aliança Virgínia-Nova York, que provou ser vital na eleição de Jefferson de 1800-1801.

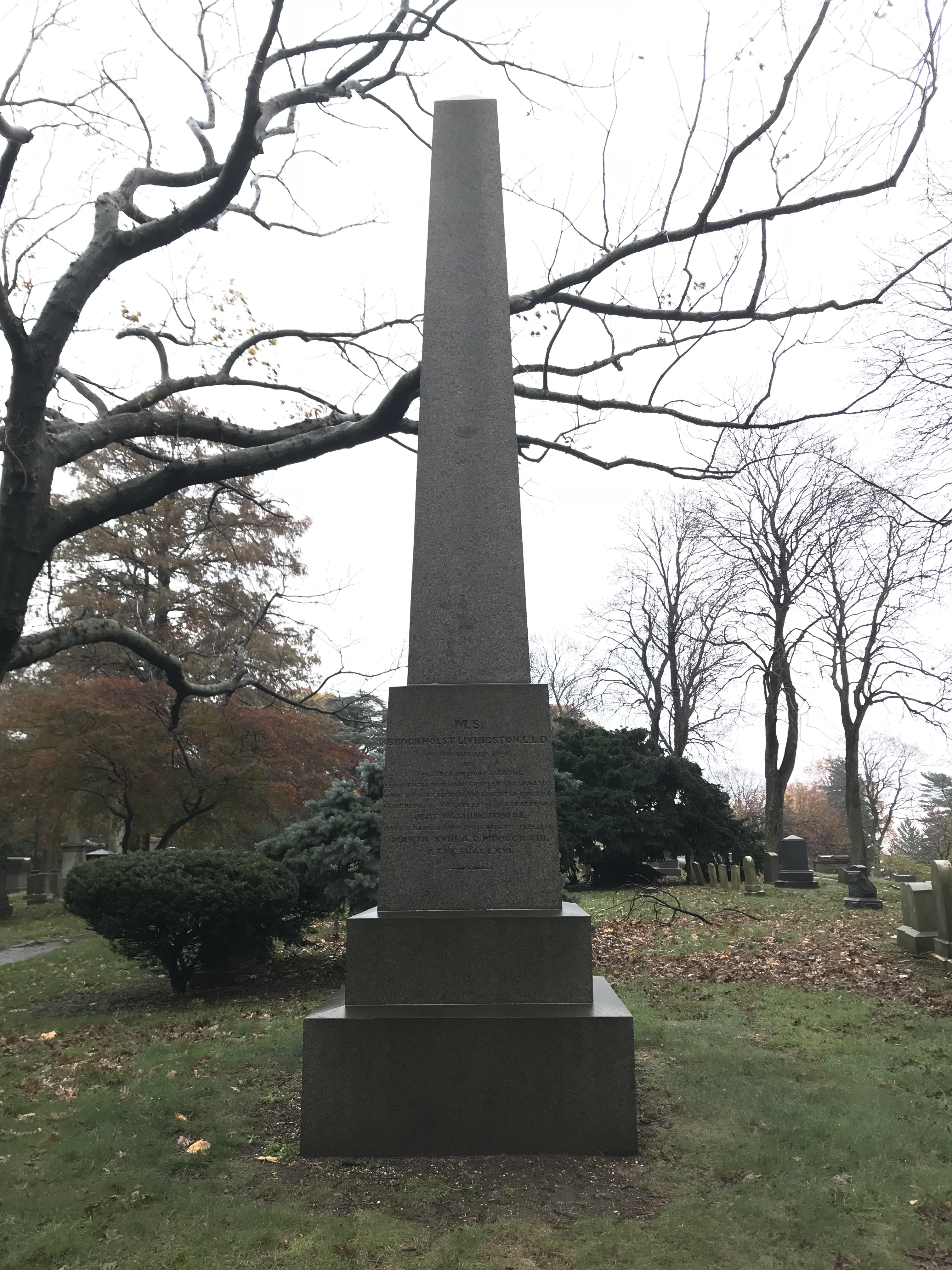
Sepultura de Livingston

### Últimos anos e morte
Livingston foi eleito membro da American Antiquarian Society em 1814.
Livingston morreu em Washington, D.C.. Seus restos mortais estão sepultados no Cemitério Green-Wood em Brooklyn, Nova York.

## Família
Os tios paternos de Livingston eram Robert Livingston (1708-1790), Peter Van Brugh Livingston (1710-1792), Philip Livingston (1716-1778) e seus avós paternos eram Philip Livingston (1686-1749), o segundo Lorde de Livingston Manor, e Catherine Van Brugh, filha única do Prefeito de Albany, Pieter Van Brugh (1666–1740).
Sua irmã, Sarah Van Brugh Livingston (1756-1802), casou-se com John Jay (1745-1829), que era diplomata, um dos Pais Fundadores dos Estados Unidos, signatário do Tratado de Paris, o segundo Governador de Nova York, e o primeiro Chefe de Justiça dos Estados Unidos, em 1774.
Outra irmã, Susannah Livingston (1748–1840), casou-se com John Cleves Symmes (1742–1814), que foi delegado ao Congresso Continental de Nova Jersey e, mais tarde, um pioneiro no Território do Noroeste. Sua enteada Anna Symmes, filha de Symmes de um casamento anterior, casou-se com o eventual Presidente William Henry Harrison e era avó do Presidente Benjamin Harrison.

### Casamentos e filhos
Livingston casou-se três vezes. Casou-se pela primeira vez com Catherine Keteltas (1761-1804), filha de Peter Keteltas e Elizabeth Van Zandt, no dia 2 de Dezembro de 1784. Ele e Catherine foram os pais de:
- Eliza Livingston (1786–1860), que casou-se com Jasper Hall Livingston (1780–1835), filho de Philip Philip Livingston (1741–1787).[9]
- Susan French Livingston (1789–1864), que casou-se com Benjamin Ledyard (1779–1812).[10]
- Catherine Augusta Livingston (1791-1854), que casou-se com Archibald McVicker (1785-1849).[11]
- Robert C. Livingston (1793)

Após a morte de sua primeira esposa em 1804, casou-se com Ann N. Ludlow (1775–1815), filha de Gabriel Henry Ludlow e Ann Williams. Juntos, foram os pais de:
- Carroll Livingston (1805–1867), que casou-se com Cornelia Livingston.
- Anson Livingston (1807–1873), que casou-se com Anne Greenleaf Livingston (1809–1887), filha de Henry Walter Livingston (1768–1810).[13][14][15]

Após a morte de sua segunda esposa em 1815, casou-se com Catherine Seaman (1775-1859), filha de Edward Seaman e viúva do Capitão John Kortright. Juntos, Henry e Catherine foram os pais de:
- Jasper Hall Livingston (1815–1900), gêmeo, que casou-se com Matilda Anna Cecilia Morris, a filha mais nova de Sir John Morris, 2º Baronete de Clasemont, em 1851.[17][18]
- Catherine Louise Livingston (1815–1890), gêmea, que casou-se com Maurice Power (1811–1870), um parlamentar irlandês do Condado de Cork que exerceu como Vice-Governador de Santa Lúcia.[19][20]
- Henry Brockholst Livingston (1819–1892),[21] que casou-se com Marianna Gribaldo e passaram a morar na Itália.[22]

### Descendentes
Através de sua filha Eliza, foi o bisavô de Edwin Brockholst Livingston (1852–1929), um historiador.
Através de sua filha Susan, foi o avô de Henry Brockholst Ledyard (1812–1880) e bisavô de Lewis Cass Ledyard (1851–1932).
Através de sua filha Catherine McVicker, foi o avô de Brockholst McVicker (1810–1883) e Archibald McVicker (1816–1904).
Através de sua filha Catherine Power, foi o avô de: Brockholst Livingston Power, John Livingston Power e Alice Livingston Power (que casou-se com seu primo Edwin).
Através de seu filho Henry, foi o avô de Oscar Enrico Federico Livingston (1875–1945).
Através de seu filho Anson, foi o avô de Ludlow Livingston (1838–1873), Mary Allen Livingston Harrison (1830–1921) e Ann Ludlow Livingston (1832–1913).

## Leia mais
- Abraham, Henry J. (1992). Justices and Presidents: A Political History of Appointments to the Supreme Court 3rd ed. New York: Oxford University Press. ISBN 0-19-506557-3
- Bibliography on William Patterson at Supreme Court Historical Society.
- Cushman, Clare (2001). The Supreme Court Justices: Illustrated Biographies, 1789–1995 2nd ed. [S.l.]: (Supreme Court Historical Society, Congressional Quarterly Books). ISBN 1-56802-126-7
- Frank, John P. (1995).  Friedman, Leon; Israel, Fred L., eds. The Justices of the United States Supreme Court: Their Lives and Major Opinions. [S.l.]: Chelsea House Publishers. ISBN 0-7910-1377-4
- Hall, Kermit L., ed. (1992). The Oxford Companion to the Supreme Court of the United States. New York: Oxford University Press. ISBN 0-19-505835-6
- Martin, Fenton S.; Goehlert, Robert U. (1990). The U.S. Supreme Court: A Bibliography. Washington, D.C.: Congressional Quarterly Books. ISBN 0-87187-554-3
- Urofsky, Melvin I. (1994). The Supreme Court Justices: A Biographical Dictionary. New York: Garland Publishing. 590 páginas. ISBN 0-8153-1176-1
- Warren, Charles. (1928) The Supreme Court in United States History, 2 vols. at Google books.